# Burmanci
Burmanci (tudi Bamar) je naziv za prevladujočo etnično skupino v Burmi, ki predstavlja okoli 68% (30 milijonov) vsega prebivalstva. So vzhodnoazijskega porekla in govorijo sino-tibetansko burmanščino.
Poleg Burme so se Burmanci naselili predvsem v državah Commonwealtha (Združeno kraljestvo, Nova Zelandija, Avstralija), ZDA in nekaterih azijskih državah (Malezija, Singapur, Hongkong, Tajvan, Južna Koreja, Japonska). 
Večina Burmancev je budistov teravadske tradicije.